# Amaq
Amaq (arabisk: أعماق, Al-Amaq) er et nyhedsbureau oprettet af Islamisk Stat i august 2014. Bureauet er ikke organiseret i nogen af de internationale nyhedsbureauorganisationer og er ikke officielt anerkendt. Det fungerer samtidigt som talerør for Islamisk Stat.
Navnet Amaq stammer fra en syrisk by, der nævnes i en profeti af Muhammed, hvor muslimer efter sigende skulle vinde en stor sejr over Rom. Rom forstås af mange som en eufemisme for den vestlige verden i enten Al-Amaq eller Dabiq, begge beliggende i det nordlige Syrien, nær grænsen til Tyrkiet.
Bureauet driver en døgndækkende nyhedsservice udelukkende med nyheder fra Islamisk Stat og deres affilierede grupper. Nyhederne leveres på engelsk og arabisk. Det var Amaq der offentliggjorde Islamisk Stats ansvarstagen for bl.a. Terrorangrebene i Paris november 2015, Terrorangrebene i Bruxelles i marts 2016, og Terrorangrebet i Orlando 2016. Amaq benytter sig primært af en smartphone-app ved navn "Telegram" til at offentliggøre sine nyheder i en kort telegramstil, samtidig forsøger de at undgå Islamisk Stats ofte floromvundne sprogbrug i et forsøg på at fremstå mere neutrale.
Amaq er et led, sammen med f.eks. møntudstedelse, i Islamisk Stats forsøg på at legitimere sig selv overfor både de lokale i deres område og i omverdenens øjne.